# Avenida Almirante Barroso (Rio de Janeiro)
A Avenida Almirante Barroso é uma via do Rio de Janeiro, localizada no bairro do Centro. Tem início na Avenida Presidente Antônio Carlos e término no Largo da Carioca, a partir daí ela passa a se chamar Avenida República do Chile
Localizada no Centro do Rio de Janeiro, A Avenida Almirante Barroso é uma movimentada via situada no trecho mais nobre da região, perto do Theatro Municipal, da Biblioteca Nacional, da Cinelândia, da Câmara dos Vereadores e de tantos outros equipamentos históricos e culturais da cidade. Algumas famosas instituições são sediadas nessa rua como o Centro Universitário Uninter, a sede do PMDB, o Instituto Brasileiro de Petróleo e Gás, o Curso Unique, a sede do canal do youtube Jedi Notícias/Jedi dos Concursos, o Clube Naval, o Edifício Pedro II, a Bolsa de Imóveis, a Caixa Econômica Federal, Receita Federal e a Torre Almirante. 
Nela é localizada a Estação Carioca do Metrô e a Estação Carioca do VLT.

## História

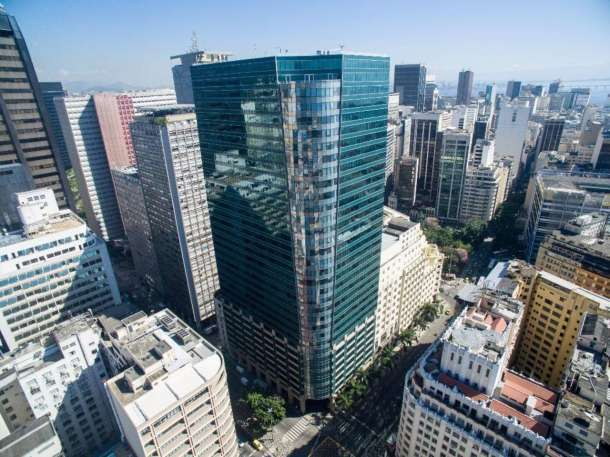
Avenida Almirante Barroso com destaque para a Torre Almirante

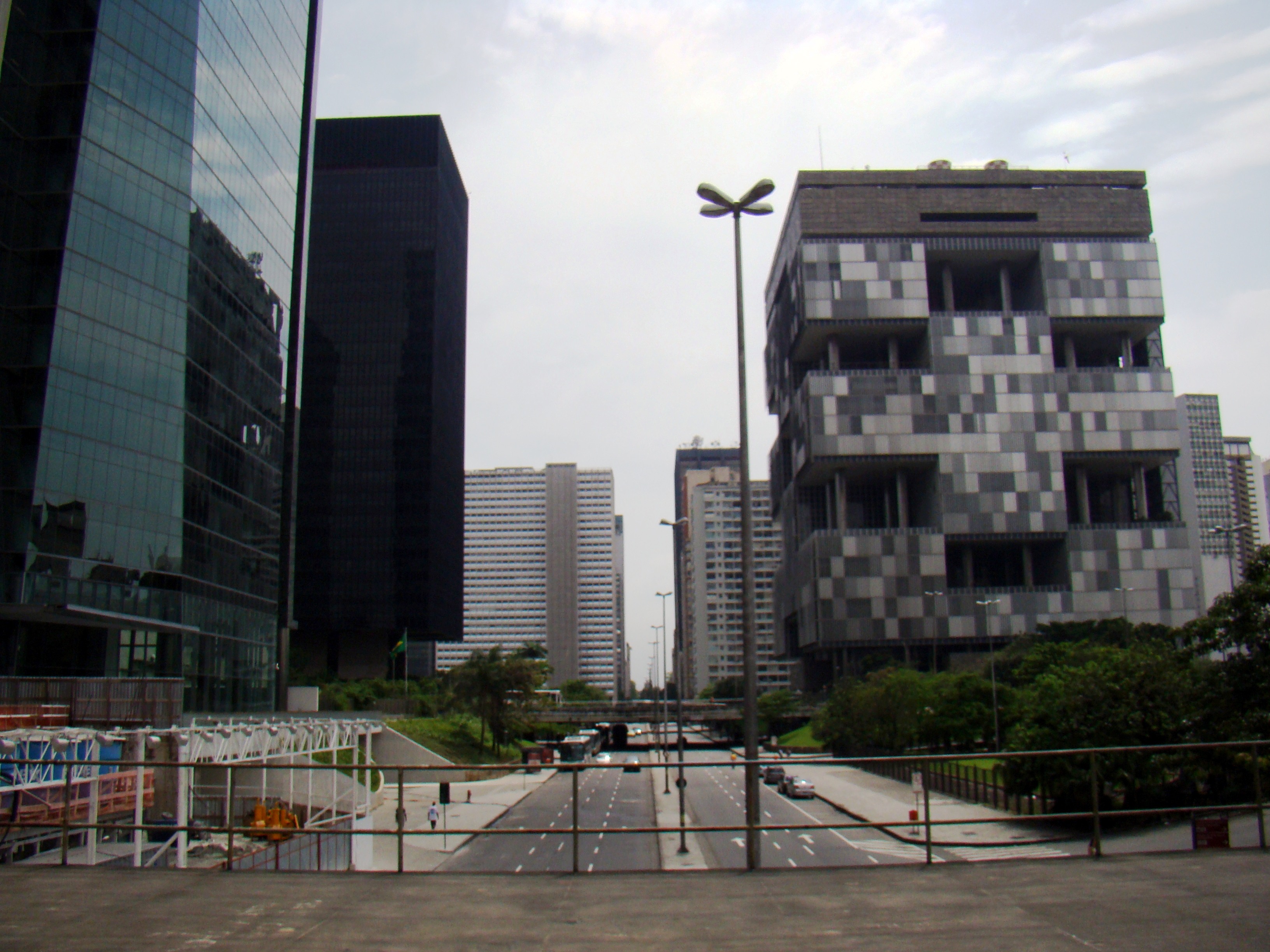
A avenida do início da rua, próximo a sede nacional da Petrobrás, altura da estação Carioca do metrô.

Almirante Barroso foi um militar português que se torna brasileiro pela Constituição imperial de 1824. Responsável pela vitória brasileira na Batalha do Riachuelo, a mais importante da Guerra do Paraguai. Forma-se na Academia de Marinha do Rio de Janeiro em 1821. Em pouco tempo ocupa todos os postos da hierarquia naval, tornando-se vice-almirante em 1856. Destaca-se pela atuação em combates navais, em especial na Guerra Cisplatina (1825-1828), e pela luta contra os cabanos, no Pará, em 1836. Convocado para a Guerra do Paraguai, comanda a 2ª Divisão Naval, que vai apoiar a reconquista de Corrientes, na Argentina, em 1865.
Antes era chamada de Rua Barão de São Gonçalo, tornando-se Rua Almirante Barroso e por fim Avenida Almirante Barroso. Tinha uma das mais belas vistas para o Morro do Castelo.
O seu prédio mais famoso é exatamente a Torre Almirante, um dos edifícios mais icônicos do Centro do Rio de Janeiro. Desenhado por Robert A M Stern Architects em associação com a Pontual Arquitetura, a torre possui 36 andares e 120 metros de altura, além de 11 andares de garagem.   A torre foi inaugurada em 2004 no lugar onde foi o Edifício Andorinhas, destruído por um grande incêndio em 1986, o que faz da Torre Almirante um dos prédios mais modernos do Brasil, mas também um dos pontos famosos por assobranção na cidade.